# Verrucapelma retusa
Verrucapelma retusa är en ringmaskart som beskrevs av Sylvanus Charles Thorp Hanley och Burke 1991. Verrucapelma retusa ingår i släktet Verrucapelma och familjen Polynoidae. Inga underarter finns listade i Catalogue of Life.